# Jiří Habsbursko-Lotrinský
Jiří Habsbursko-Lotrinský, německy Georg von Habsburg-Lothringen, maďarsky Habsburg György (* 16. prosince 1964, Starnberg) je nejmladší syn Oty Habsburského a jeho ženy Reginy a bratr Karla Habsbursko-Lotrinského, současného hlavního představitele rodiny Habsbursko-Lotrinské. Vedle rakouského má též maďarské občanství. Se svou rodinou žije trvale v maďarském Šoškútu poblíž Budapešti, kde je velvyslancem EU v Maďarsku.[zdroj?]

## Život
Narodil se 16. prosince 1964 jako celým jménem Pavel Jiří Maria Josef Dominik Habsbursko-Lotrinský (Paul Georg Maria Joseph Dominicus von Habsburg-Lothringen) v hornobavorském Starnbergu. Jeho kmotrem byl tehdejší papež Pavel VI.

### Vzdělání
Po maturitě roku 1984 v Tutzingu (Bavorsko) studoval v letech 1984 až 1993 práva, politické vědy, dějiny a islamistiku v Innsbrucku, Madridu a Mnichově.

### Činnost
V letech 1987 až 1988 spolupracovníkem televizní stanice ZDF pro dějinné události a v letech 1990 až 1992 vedl jistou produkční televizní firmu. Od roku 1993 žije v Budapešti, kde roku 1995 převzal vedoucí funkce v televizních produkčních firmách. Na konci roku 1996 byl jmenován zvláštním velvyslancem EU v Maďarsku a zasadil se o přijetí země do Evropské unie.
Je[kdy?] předsedou Maďarského červeného kříže a rytířem Řádu zlatého rouna.

### Rodina
V roce 1995 při horské túře u příležitosti setkání aristokratické mládeže v Bavorském Allgäu poznal svou budoucí ženu Eiliku, vévodkyni z Oldenburgu (* 22. srpna 1972 v Bad Segebergu), dceru vévody Jana Oldenburského a jeho ženy Ilky. Dvojice se zasnoubila v únoru 1997 a svatba se konala 18. října 1997 ve Svatoštěpánské bazilice v Budapešti.

### Svatba
„Královská svatba“ Události, v mediích označované jako „svatba snů“, která se konala 18. října 1997 se zúčastnili také maďarský prezident Árpád Göncz a ministerský předseda Gyula Horn. Jiří se oženil s Eilikou Oldenburskou v bazilice sv. Štěpána v Budapešti. Árpád (von) Klimó ve svém příspěvku k maďarskému překonání minulosti shledává „konkrétní“ znamení pro to, „aby se u Maďarsku nekonalo zpracovávání, nýbrž raději zahlazení událostí z období 1945-89“, když nyní „uherská koruna svatého Štěpána“ „- dnes opět, jako za časů Horthyho zdobí státní znak Maďarska“, „a je tudíž možné hovořit […] o jakési, byť povrchní rechristianizaci a remonarchizaci maďarských státních symbolů“. 
Mezi svatebními hosty byli například také tehdejší následník španělského trůnu, a současný španělský král Filip VI. Španělský, stejně jako tehdejší monacký korunní princ, současný kníže Albert II., nebo tehdejší marocký král Hasan II. Tehdejší papež Jan Pavel II. poslal novomanželům své osobní blahopřání a požehnání. Rovněž velvyslanci mnoha států, včetně USA, se účastnili obřadu. 25letá Eilika byla oděna v bílé šaty s vysokým límcem a měla závoj, který při svatbě v roce 1896 měla její prababička vévodkyně Alžběta Alexandrina Mecklenbursko-Zvěřínská. Obřad živě přenášela maďarská televize. Přibližně 2000 maďarských občanů a turistů se shromáždilo před chrámem, aby přihlíželi svatbě.
Jejich sňatek byl prvním historickým svazkem mezi tradičně katolickým rodem habsbursko-lotrinským a luteránskými Oldenburky. Je to také teprve druhý případ, kdy se člen habsburské panovnické dynastie oženil v Maďarsku po pádu komunismu roku 1989.

### Potomstvo
Pár má tři děti:
- 1. Sofie Marie Taťána Monika Alžběta Kateřina (* 12. leden 2001 Budapešť)
- 2. Hilda (nebo Ilka, maď. Ildikó) Marie Walburga (* 6. červen 2002 Budapešť)
- 3. Karel Konstantin Michal Štěpán Maria (* 20. červenec 2004 Budapešť).

Od roku 2000 žije pár se svými dětmi u Šoškútu, vesnici dvacet kilometrů jihovýchodně od Budapešti.

## Státní občanství a jméno
(Paul) Georg Habsburg-Lothringen je od narození rakouským státním občanem. Roku 1991 obdržel navíc maďarské občanství. Na otázku v jednom interview Budapester Zeitung v březnu 2009: „na rozdíl od svého otce (Otty von Habsburg) se zdá, že předložku ‚von‘ užíváte spíže zřídka. Proč?“ odpověděl slovy:
| „ | Osobně předložku ‚von‘ vlastně vůbec nepoužívám. Nevyskytuje se ani v jednom z mých pasů, rakouském ani maďarském. Vlastně jako Habsburg žádné ‚von‘ nepotřebuji. Kdo nemá rád Habsburka, ten ho nebude mít rád ani s ‚von‘. Stále častěji mne však lidé oslovují ‚von Habsburg‘ nebo jsem tak ohlašován při různých příležitostech. Přirozeně pak tyto lidi neopravuji ani předložku ‚von‘ neškrtám. Jedná se konec konců o historické jméno. | “ |

### Následnictví a soukromý život
Podle rodinných pravidel habsbursko-lotrinského rodu je Jiří jediným členem, který je v rovnorodém dynastickém svazku. Kdyby jeho otec Otto nebyl uznal sňatek jeho staršího bratra Karla s baronkou Františkou von Thyssen-Bornemisza, která by tak byla považována za morganatický svazek, Jiří by byl následníkem svého otce v pořadí hned po svém starším bratrovi, stejně jako tomu bylo v případě následníka rakousko-uherského trůnu arcivévody Františka Ferdinanda vůči císaři Františku Josefovi I.
Eilika a Jiří s dětmi žijí v blízkosti vesničky Šoškút v maďarské župě Pest. Jejich nejstarší dcera byla první z rodu habsburského, která se po více než padesáti letech narodila v Uhrách. Zatímco Jiří je římský katolík, Eilika se rozhodla zůstat u luteránského vyznání.

## Vývod z předků
|                             |                                 |  |                             |                                        |  |  |  |  |  |  |  | Karel Ludvík Rakousko-Uherský |
|                             |                                 |  |                             |                                        |  |  |  |  |  |  |  |                               |
|                             | Robert I. Parmský               |  |                             |                                        |  |  |  |  |  |  |  |                               |
|                             |                                 |  |                             |                                        |  |  |  |  |  |  |  |                               |
|                             |                                 |  |                             | Marie Annunziata Neapolsko-Sicilská    |  |  |  |  |  |  |  |                               |
|                             |                                 |  |                             |                                        |  |  |  |  |  |  |  |                               |
|                             | Karel I.                        |  |                             |                                        |  |  |  |  |  |  |  |                               |
|                             |                                 |  |                             |                                        |  |  |  |  |  |  |  |                               |
|                             |                                 |  |                             | Jiří I. Saský                          |  |  |  |  |  |  |  |                               |
|                             |                                 |  |                             |                                        |  |  |  |  |  |  |  |                               |
|                             | Marie Antonie Portugalská       |  |                             |                                        |  |  |  |  |  |  |  |                               |
|                             |                                 |  |                             |                                        |  |  |  |  |  |  |  |                               |
|                             |                                 |  |                             | Marie Anna Portugalská                 |  |  |  |  |  |  |  |                               |
|                             |                                 |  |                             |                                        |  |  |  |  |  |  |  |                               |
|                             | Otto von Habsburg               |  |                             |                                        |  |  |  |  |  |  |  |                               |
|                             |                                 |  |                             |                                        |  |  |  |  |  |  |  |                               |
|                             |                                 |  |                             | Karel III. Parmský                     |  |  |  |  |  |  |  |                               |
|                             |                                 |  |                             |                                        |  |  |  |  |  |  |  |                               |
|                             | Robert I. Parmský               |  |                             |                                        |  |  |  |  |  |  |  |                               |
|                             |                                 |  |                             |                                        |  |  |  |  |  |  |  |                               |
|                             |                                 |  |                             | Luisa Marie Terezie z Artois           |  |  |  |  |  |  |  |                               |
|                             |                                 |  |                             |                                        |  |  |  |  |  |  |  |                               |
|                             | Zita Bourbonsko-Parmská         |  |                             |                                        |  |  |  |  |  |  |  |                               |
|                             |                                 |  |                             |                                        |  |  |  |  |  |  |  |                               |
|                             |                                 |  |                             | Michal I. Portugalský                  |  |  |  |  |  |  |  |                               |
|                             |                                 |  |                             |                                        |  |  |  |  |  |  |  |                               |
|                             | Marie Antonie Portugalská       |  |                             |                                        |  |  |  |  |  |  |  |                               |
|                             |                                 |  |                             |                                        |  |  |  |  |  |  |  |                               |
|                             |                                 |  |                             | Adelaida Löwenstein-Wertheim-Rosenberg |  |  |  |  |  |  |  |                               |
|                             |                                 |  |                             |                                        |  |  |  |  |  |  |  |                               |
| 'Jiří Habsbursko-Lotrinský' |                                 |  |                             |                                        |  |  |  |  |  |  |  |                               |
|                             |                                 |  |                             |                                        |  |  |  |  |  |  |  |                               |
|                             |                                 |  | Jiří II. Sasko-Meiningenský |                                        |  |  |  |  |  |  |  |                               |
|                             |                                 |  |                             |                                        |  |  |  |  |  |  |  |                               |
|                             | Fridrich Jan Sasko-Meiningenský |  |                             |                                        |  |  |  |  |  |  |  |                               |
|                             |                                 |  |                             |                                        |  |  |  |  |  |  |  |                               |
|                             |                                 |  |                             | Feodora z Hohenlohe-Langenburgu        |  |  |  |  |  |  |  |                               |
|                             |                                 |  |                             |                                        |  |  |  |  |  |  |  |                               |
|                             | Jiří Sasko-Meiningenský         |  |                             |                                        |  |  |  |  |  |  |  |                               |
|                             |                                 |  |                             |                                        |  |  |  |  |  |  |  |                               |
|                             |                                 |  |                             | Arnošt II. Lippsko-Biesterfeldský      |  |  |  |  |  |  |  |                               |
|                             |                                 |  |                             |                                        |  |  |  |  |  |  |  |                               |
|                             | Adéla z Lippe-Biesterfeldu      |  |                             |                                        |  |  |  |  |  |  |  |                               |
|                             |                                 |  |                             |                                        |  |  |  |  |  |  |  |                               |
|                             |                                 |  |                             | Karolína z Wartenslebenu               |  |  |  |  |  |  |  |                               |
|                             |                                 |  |                             |                                        |  |  |  |  |  |  |  |                               |
|                             | Regina Sasko-Meiningenská       |  |                             |                                        |  |  |  |  |  |  |  |                               |
|                             |                                 |  |                             |                                        |  |  |  |  |  |  |  |                               |
|                             |                                 |  |                             |                                        |  |  |  |  |  |  |  |                               |
|                             |                                 |  |                             |                                        |  |  |  |  |  |  |  |                               |
|                             | Alfred von Korff                |  |                             |                                        |  |  |  |  |  |  |  |                               |
|                             |                                 |  |                             |                                        |  |  |  |  |  |  |  |                               |
|                             |                                 |  |                             |                                        |  |  |  |  |  |  |  |                               |
|                             |                                 |  |                             |                                        |  |  |  |  |  |  |  |                               |
|                             | Klara-Marie von Korff           |  |                             |                                        |  |  |  |  |  |  |  |                               |
|                             |                                 |  |                             |                                        |  |  |  |  |  |  |  |                               |
|                             |                                 |  |                             |                                        |  |  |  |  |  |  |  |                               |
|                             |                                 |  |                             |                                        |  |  |  |  |  |  |  |                               |
|                             | Helene von Hilgers              |  |                             |                                        |  |  |  |  |  |  |  |                               |
|                             |                                 |  |                             |                                        |  |  |  |  |  |  |  |                               |
|                             |                                 |  |                             |                                        |  |  |  |  |  |  |  |                               |
|                             |                                 |  |                             |                                        |  |  |  |  |  |  |  |                               |